# 郭興治
郭興治（1580年—？年），字匡世，號熙明，直隸河間府東光縣人，民籍。

## 生平
庚辰十月十三日生，行三，治《易經》，由學生中式丙午順天府鄉試二十三名舉人，年三十歲中式萬曆三十八年庚戌科會試二百九十二名，廷试三甲二百三十三名進士。吏部觀政，丁憂，四十二年授行人司行人。天啓二年（1622年）四月选授工科给事中，十二月巡视库藏，三年九月出为河南右参议，四年十一月起复给事中原职，进户科右，巡视两淮盐课，五年六月升吏科左，次月掌吏科都给事中印，改户科左，六年二月升兵科都给事中，十月以殿工告成，升太仆寺少卿，仍管科道事，七年升太仆寺卿，管京营少卿事，八月叙大工，加升升都察院右副都御史，照旧管事。

## 家族
曾祖郭恩，壽官；祖郭崇，巡檢；父郭時萃，母王氏；生父郭時問；生母王氏。慈侍下，妻馬氏，兄升治（庠生）；大治。